# کوپا ریو ۱۹۵۲
کوپا ریو ۱۹۵۲ دومین و آخرین دوره کوپا ریو، اولین تورنمنت بین قاره‌ای فوتبال باشگاهی با حضور تیم‌هایی از اروپا و آمریکای جنوبی بود که از ۲۱ تیر تا ۱۱ مرداد ۱۳۳۱ در ریو دو ژانیرو و سائوپائولو برگزار شد. باشگاه‌های شرکت‌کننده به دو گروه چهار تیمی تقسیم شدند که به صورت تک‌بازی باهمدیگر روبرو شدند.
در این مسابقات بازیکنانی مانند آبدولیو وارلا، روکه ماسپولی، آلچدس گیجیا، خوان آلبرتو شیافینو از پنیارول، خوزه تراواسوس از اسپورتینگ، دیدی، ژائو پینیرو از فلومیننزه، لویزینیو، ژیلمار از کورینتیانس و راجر فونلانتن از گراس‌هاپر حضور داشتند.
فینال مسابقات در قالب دو بازی رفت و برگشت بین دو تیم برزیلی فلومیننزه و کورینتیانس برگزار شد. فلومیننزه درمجموع با نتیجه ۴–۲ برنده شد و قهرمان شد.

## شرکت کنندگان
| تیم        | نحوه صعود                           |
| ---------- | ----------------------------------- |
| آستریا وین | نایب قهرمان بوندس‌لیگا اتریش ۱۹۵۱-۵۲ |
| کورینتیانس | قهرمان جام پائولیستا ۱۹۵۲           |
| فلومیننزه  | قهرمان جام کاریوکا ۱۹۵۱             |
| زاربروکن   | نایب قهرمان اوبرلیگا ۱۹۵۱-۵۲        |
| لیبرتاد    | مقام سوم لیگ دسته اول پاراگوئه ۱۹۵۲ |
| اسپورتینگ  | قهرمان لیگ برتر پرتغال ۱۹۵۱-۵۲      |
| گراس‌هاپر   | قهرمان سوپر لیگ سوئیس ۱۹۵۱-۵۲       |
| پنیارول    | قهرمان لیگ دسته اول اروگوئه ۱۹۵۱    |

## ورزشگاه‌ها
| ریو دو ژانیرو    | سائو پائولو      |
| ---------------- | ---------------- |
| ورزشگاه ماراکانا | ورزشگاه پاکائمبو |
| گنجایش: ۱۵۰،۰۰۰  | گنجایش: ۷۱،۰۰۰   |
|                  |                  |

## مرحله گروهی

### گروه ۱: ریو دو ژانیرو
| تیم       | بازی | برد | تساوی | باخت | گل زده | گل خورده | تفاضل | امتیاز |
| --------- | ---- | --- | ----- | ---- | ------ | -------- | ----- | ------ |
| فلومیننزه | ۳    | ۲   | ۱     | ۰    | ۴      | ۰        | ۴     | ۵      |
| پنیارول   | ۳    | ۲   | ۰     | ۱    | ۴      | ۴        | ۰     | ۴      |
| اسپورتینگ | ۳    | ۱   | ۱     | ۱    | ۳      | ۴        | -۱    | ۳      |
| گراس‌هاپر  | ۳    | ۰   | ۰     | ۳    | ۱      | ۴        | -۳    | ۰      |

| پنیارول | ۱–۰ | گراس‌هاپر |
| ------- | --- | -------- |
|         |     |          |

| فلومیننزه | ۰–۰ | اسپورتینگ |
| --------- | --- | --------- |
|           |     |           |

| پنیارول | ۳–۱ | اسپورتینگ |
| ------- | --- | --------- |
|         |     |           |

| فلومیننزه | ۱–۰ | گراس‌هاپر |
| --------- | --- | -------- |
|           |     |          |

| اسپورتینگ | ۲–۱ | گراس‌هاپر |
| --------- | --- | -------- |
|           |     |          |

| فلومیننزه | ۳–۰ | پنیارول |
| --------- | --- | ------- |
|           |     |         |

### گروه ۲: سائو پائولو
| تیم        | بازی | برد | تساوی | باخت | گل زده | گل خورده | تفاضل | امتیاز |
| ---------- | ---- | --- | ----- | ---- | ------ | -------- | ----- | ------ |
| کورینتیانس | ۳    | ۳   | ۰     | ۰    | ۱۴     | ۳        | ۱۱    | ۶      |
| آستریا وین | ۳    | ۲   | ۰     | ۱    | ۱۰     | ۵        | ۵     | ۴      |
| لیبرتاد    | ۳    | ۱   | ۰     | ۲    | ۷      | ۱۱       | -۴    | ۲      |
| زاربروکن   | ۳    | ۰   | ۰     | ۳    | ۳      | ۱۵       | -۱۲   | ۰      |

| آستریا وین | ۴–۲ | لیبرتاد |
| ---------- | --- | ------- |
|            |     |         |

| کورینتیانس | ۶–۱ | زاربروکن |
| ---------- | --- | -------- |
|            |     |          |

| آستریا وین | ۵–۱ | زاربروکن |
| ---------- | --- | -------- |
|            |     |          |

| کورینتیانس | ۶–۱ | لیبرتاد |
| ---------- | --- | ------- |
|            |     |         |

| لیبرتاد | ۴–۱ | زاربروکن |
| ------- | --- | -------- |
|         |     |          |

| کورینتیانس | ۲–۱ | آستریا وین |
| ---------- | --- | ---------- |
|            |     |            |

## مرحله حذفی

### نیمه نهایی

#### دور رفت
| کورینتیانس | ۲–۱ | پنیارول |
| ---------- | --- | ------- |
|            |     |         |

| پنیارول | انصراف پنیارول | کورینتیانس |
| ------- | -------------- | ---------- |
|         |                |            |

#### بازی برگشت
| فلومیننزه | ۱–۰ | آستریا وین |
| --------- | --- | ---------- |
|           |     |            |

| آستریا وین | ۲–۵ | فلومیننزه |
| ---------- | --- | --------- |
|            |     |           |

### فینال
| فلومیننزه                  | ۲–۰    | کورینتیانس |
| -------------------------- | ------ | ---------- |
| اورلاندو ۲۲' · مارینیو ۷۰' | Report |            |

| کورینتیانس              | ۲–۲    | فلومیننزه              |
| ----------------------- | ------ | ---------------------- |
| جکسون ۵۶' · سوزینیا ۸۹' | Report | دیدی ۱۰' · مارینیو ۶۴' |

| فلومیننزه | کورینتیانس |

| GK           |  | کاستیلیو       |  |    |
| DF           |  | پیندارو        |  |    |
| DF           |  | پینهیرو        |  | 'a |
| MF           |  | جیر            |  |    |
| MF           |  | ادسون          |  |    |
| MF           |  | بیگود          |  |    |
| MF           |  | تیلیه          |  | 'b |
| MF           |  | دیدی           |  |    |
| FW           |  | مارینیو        |  |    |
| FW           |  | اورلاندو پینگو |  |    |
| FW           |  | کویینکاس       |  |    |
| Substitutes: |  |                |  |    |
|              |  | نستور          |  | 'a |
|              |  | رابسون         |  | 'b |
| Manager:     |  |                |  |    |
| ززه موریرا   |  |                |  |    |

| GK           |  | ژیلمار    |  |    |
| DF           |  | هومرو     |  |    |
| DF           |  | اولاوو    |  |    |
| MF           |  | ایداریو   |  | 'a |
| MF           |  | گویانو    |  |    |
| MF           |  | جولیائو   |  |    |
| FW           |  | کلادیو    |  |    |
| FW           |  | لوئیزینیو |  | 'b |
| FW           |  | کاربن     |  |    |
| FW           |  | جکسون     |  |    |
| FW           |  | کولومبو   |  |    |
| Substitutes: |  |           |  |    |
|              |  | سولا      |  | 'a |
|              |  | سوزینیا   |  | 'b |
| Manager:     |  |           |  |    |
| راتو         |  |           |  |    |